# Turceni
Turceni es una ciudad con estatus de oraș de Rumania ubicada en el distrito de Gorj.
Según el censo de 2011, tiene 7269 habitantes, mientras que en el censo de 2002 tenía 8559 habitantes. La mayoría de la población es de etnia rumana (98 %). La mayoría de los habitantes son cristianos de la Iglesia Ortodoxa Rumana (99 %).
Adquirió estatus urbano en 2004. En su territorio se incluyen como pedanías los pueblos de Gârbovu, Jilțu, Murgești, Strâmba-Jiu y Valea Viei.
Se ubica unos 30 km al sur de Târgu Jiu, cerca del límite con Mehedinți.